# أندريس باربا
أندريس باربا (بالإسبانية: Andrés Barba)‏ هو مصور ومترجم وكاتب سيناريو وكاتب إسباني، ولد في 1975 في مدريد في إسبانيا.

## من مؤلفاته المترجمة للعربية
- رواية: «توقف المطر».

## وصلات خارجية
- أندريس باربا على موقع IMDb (الإنجليزية)
- أندريس باربا على موقع قاعدة بيانات الفيلم (الإنجليزية)